# Флайлийф
„Флайлийф“ (на английски: Flyleaf) е хардрок група от Белтън, щата Тексас, САЩ, основана през 2000 г.
Сегашният лейбъл е A&M/Octone Records, работещ с Maroon 5, The Hives, Dropping Daylight и други. Първоначално свирят като „Listen and Passerby“ и стават най-издаваната в Тексас банда, но понеже други изпълнители вече имат запазени права над „Passerby“, те променят името си на „Flyleaf“. Групата силно е повлияна от музиката на Foo Fighters, Incubus и Nirvana. Всички членове са християни и въпреки че вярата влияе върху творчеството им, Лейси не вярва, че „Flyleaf“ е точно християнска банда.

## История
В началото Лейси Мосли свири с Джеймс Кълпепър, а по-късно се присъединяват китаристите Джаред Хартман и Самир Батачария. Пат Сийлс (бас китара) влиза в групата през 2000, след разпадането на предишната му група „The Grove“.
Като „Passerby“ групата издава три епизода и изпълняват над 100 концерта в Тексас. През 2004 „Passerby“ свирят за президентта на RCA в Ню Йорк, с надеждата да сключат договор. RCA отказва, но президента на „Octone Records“, също поканен на шоуто, се заинтересова от групата. Те се споразумяват след шоуто, а на 7 януари 2004, на сайта на „Octone Record“ е обявено пристигането на бандата в „семейството“.
През март 2004 г. „Flyleaf“ пътуват към Уошингтън, за да запишат EP с Rick Parasher. След това тръгват на турне с „Breaking Benjamin“, „Staind“ и 3 Doors Down, за да представят „Flyleaf EP“. През октомври на бял свят се появява първият официален сингъл – „Breathe Today“, с версията от споменатото EP.
През 2005 бандата записва първия си албум. На 4 октомври той излиза под името „Flyleaf“. Първият сингъл е на „I'm So Sick“, последван от „Fully Alive“, а след това и „All Around Me“.
Лятото на 2006 „Flyleaf“ се присъединяват към Family Values Tour 2006, а по-късно същата година, тръгват на турне с Disturbed, „Stone Sour“ и „Nonpoint“ (Music As A Weapon III Tour). Бандата издава специален EP. „Music As A Weapon EP“ съдържа акустическа версия на Fully Alive и три дотогава неиздавани песни – „Much Like Falling“, „Justice and Mercy“ и „Christmas Song“.

## Биография на Лейси Мосли
На 4 септември 1981, в Арлингтън, щата Тексас, се ражда Лейси Никол Мосли. Тя е дъщеря на самотна майка с вече шест деца. Семейството ѝ било бедно и когато нещата не потръгвали на едно място, те се местели на друго. Поради постоянното изнасяне и спорове с майка си, които Лейси описва като „Бойна зона“, младата Мосли посяга към наркотиците.
„Първият път, когато опитах, бях 10-годишна. Пазех го в тайна от хората в училище и винаги си мислех, че е грешно. Но когато станах на 13, намерих други хора, които се дрогираха и тогава аз се влоших. Беше ми все едно какво съм правила, какво ще правя. Опитвах се да опиша какво ставаше и всичко, което ме раздели от семейството ми или раздели от ситуацията у дома беше изумително, беше добре за мен.“
Когато е 16-годишна спорът между Мосли и майка ѝ става толкова жесток, че полицаи принуждават Лейси да напусне дома си в Арлингтън. Тя се премества в Мисисипи, за да живее с баба и дядо си. В училището си Gulfport High School тя се присъединява към група, която търси бас китарист. Не след дълго тя пее за бандата, пище текстове на песните и свири на китара. Но Лейси решава да напусне групата, защото членовете не се интересували от това, което Мосли иска да изкаже в песните си.
Лейси става открита в своя атеизъм и чувството за празнина започнало да расте. След живота в мизерия с нейната майка и продължавайки да живее охолно с баба и дядо си, тя се почувствала незадоволена от живота, който води. „Беше забавно – бях много бедна, а после отидох да живея с баба си, която беше наистина богата. Мислех си – 'Това ли е? Целия живот ли трябва да се предлага? Ако е така, аз не съм съгласна с него.' И не вярвам, че това, което ти предлага светът е достатъчно.“
„Изгубих приятеля си, изгубих братята и сестрите, които гледах всеки ден, изгубих наркотиците. Чувствах, че това е края“ разказва Лейси за чувствата си, когато е била само на 16 години. „Така аз реших да се самоубия.“ Тя обяснява как изпаднала в нервен срив и отрязала цялата си коса. Баба ѝ, разтроена и ядосана, започнала да ѝ пищи, карала я да ходи на църква Лейси допускала, че само така ще накара баба си да спре да крещи и се съгласила. Проповедника започнал да и говори за хората, които срещтал, а техните истории описвали живота на Лейси. Въпреки това, Мосли все още планирала самоубийството си. Когато напускала църквата, църковеният настоятел я спрял.
"Никога не съм познавал баща си, но това наистина привлече вниманието ми, защото мъжът от църквата не ме познаваше изобщо! И колкото повече той говореше за болка, толкова сърцето ми се разбиваше на милиони парченца. И когато аз бях на ръба на отчаянието, той ме попита дали да се изповядам, Казах „Да“. И държах главата в ръцете си, а той молеше Бог да ми донесе мир и щастие. Иисус ме спаси, а това беше най-изумителната свобода. Бог ми даде началото на нов живот."
Този разказ тотално променя живота на Лейси. Вече с новооткрита вяра, Лейси продължила да се бори в живота си. След кратък брак, завършил с развод, тя се мести в Тексас, където се среща с Джеймс Кълпепър. Джеймс се заинтересовал от песните на Лейси и създал музика за тях. Скоро се присъединили киратистите Джаред Хартман и Самир Батачария и басиста Пат Сийлс. Първото им свирене Лейси описва като „нещо невероятно“.
Лейси описва „Flyleaf“ като „християска рок група“, не толкова позитивна, колкото силна и изпълнена с надежда.

## Биография на Джеймс Кълпепър
Джеймс Кълпепър е роден на 21 юни 1981 година, до Конни и С.Д Кълпепър. Израснал е в Белтон, Тексас. Свирел в е Белтонската Гимназия – линия за барабани с Уил Болтон (който сега свири в Lesermor именно на барабани).
По-късно е помолен да участва в Unveiled като свири на клавиши за тях. Те са местна християнска банда, която всеки тийнерджър, включително Самир, Джаред и Пат (тогава на 12, 13 и 14 години), обожава и подражава на тях. Създателят им е Кирк Бакслей (сега също свири в Lesermor), Арън Кардер (днес китарист в Choris Romance), Робърт Кабла, Бени Лов и Брат Джонсън (днешен вокал на Choris Romance). Когато Кирк напуска бандата Беау Бедфорд става новият китарист (днес той е част от Envoy). Остават заедно четири години представяйки музика навсякъде в Тексас. Не след дълго, когато Unveiled сменят името си на Aidan, Джеймс и Робърт напускат групата, мястото им заемат Джъстин Йонг (сега свирещ в Seven Channels) и Джеймс Брок (сегашния барабанист на Choris Romance).
След като Кълпепър се връща отново в Белтон от Далас, той си намира работа в Dell Computers и се опитва да сформира нова група с Лейси Мосли като тя свири на китара, а той на барабани. Барабаните са истинската любов на Джеймс от самото начало и в края на краищата групата Passerby се формира със Самир и Джаред на китари, след двама басисти с Пат, Лейси щастлива, че приключва с китара просто пее, а Джеймс, изпълнен с радост, че зарязва клавишите и Dell Computers се отдава напълно на барабаните!

## Биография на Пат Сийлс
Киркпатрик МакКорд Сийлс е роден на 25 октомври 1983 година до Мерелин и Хершал Сийлс. По-нататък през 1985 година е придружен от Катерина Лафорг Сийлс. Живее в Темпъл, Тексас, още от първите си няколко месеца на раждане. За първи път пипва бас в църква около 13 години, след като е бил започнал вече да се учи да свири на китара година по-рано. Свирел е в The Grove, за грубо казано 5 години и получава прекрасния шанс да стане новия китарист на през лятото на 2002 година.

## Биография на Самир Батачария
Музиката е повече от просто приятен звук. Това е изход в атмосферата, която е фон на текстът, който е магията. Самир се стреми да създаде емоциите и енергията в това, което възприема и преживял. Вдъхновението на Самир идва от Бог и от силата, караща го да продължава да живее.
Самир докосва китара за пътви път през втория си семестър през 1999. Свирел навсякъде, от 6 до 12 часа на ден. Някои го смятали за упорит, други – за обсебен. В какъвто и да е случай, той бил решен. След 4 години свирене, той е готов да превърне хаоса в мислите си в пейзаж от звуци, в който той някакси е станал осезаема част от музиката. Без значение накъде ще го заведе животът, Самир винаги ще създава музика, защото докато диша, той ще има своето вдъхновение.

## Биография на Джаред Хартман
Джаред е един от двамата китаристи на Flyleaf. Роден на 27 октомври в Темпъл, Тексас. Обожава да играе World of Warcraft. Родителите му са Карл и Шанън Тъкър Хартман.

## CD / DVD Albums
- Flyleaf October 4, 2005
- Flyleaf Special Edition CD/DVD Octoder 30, 2007
- Memento Mori (2009)
- New Horizons (2012)

## Музикални видеоклипове
- Breathe Today
- I'm So Sick
- Fully Alive
- All Around Me
- Sorrow